# Hieracium sect. Acanthodontoidea
La sezione  Hieracium sect. Acanthodontoidea  Gottschl. è una sezione di piante angiosperme dicotiledoni del genere Hieracium della famiglia delle Asteraceae.

## Etimologia
Il nome del genere deriva dalla parola greca hierax o hierakion (= sparviere, falco). Il nome del genere è stato dato inizialmente dal botanico francese Joseph Pitton de Tournefort (1656 - 1708) rifacendosi probabilmente ad alcuni scritti del naturalista romano Gaio Plinio Secondo (23 - 79) nei quali, secondo la tradizione, i rapaci si servivano di questa pianta per irrobustire la loro vista. Il nome della sezione (Acanthodontoidea) indica che qualche carattere (tipo "dente") delle piante di questa sezione è simile a delle spine.
Il nome scientifico della sezione è stato definito dal botanico Günter Gottschlich (1951-).

## Descrizione
Habitus. La forma biologica prevalente è emicriptofita scaposa (H scap), ossia in generale sono piante erbacee (e aromatiche), a ciclo biologico perenne, con gemme svernanti al livello del suolo e protette dalla lettiera o dalla neve, inoltre spesso hanno l'asse fiorale eretto e privo di foglie (piante scapose), oppure le foglie basali sono assenti alla fioritura. Le specie di questo gruppo sono piante di tipo fillopode (raramente sono hypofillopode). Queste piante sono anche provviste di lattice (i vasi latticiferi sono anastomizzati), ma sono prive di stoloni.
Radici. Le radici sono secondarie da rizoma.
Fusto. La parte aerea del fusto è eretta o ascendente con ramosità più o meno copiosa. La superficie può essere sia glabra che pelosa. Le piante di questa sezione possono raggiungere un'altezza massima di 10 – 30 cm. La parte sotterranea spesso è un fittone.
Foglie. Le foglie si dividono in basali e cauline disposte in modo alternato. La lamina è intera con forme da rotonde, ellittiche o ovali. I bordi possono essere continui o variamente dentati (anche profondamente, ma raramente sono lobati). La superficie può essere glabra o variamente pubescente. Quelle basali (da 3 a 6) sono provviste di picciolo, mentre quelle cauline (generalmente una singola foglia) sono macchiate ed hanno un picciolo alato, sono in genere progressivamente ridotte e con lamine più strette. I piccioli possono essere seminascosti da una densa villosità sericea allungata di peli ghiandolari.
Infiorescenza. La sinflorescenza è del tipo forcato o racemoso-paniculato con 1 - 2 rami e alcuni capolini. L'acladio è di 2 – 5 cm. Le infiorescenze vere e proprie sono formate da un peduncolo, sotteso da 1 - 3 brattee fogliacee, che sorregge un involucro composto da diverse brattee (o squame) disposte su 2 serie in modo embricato, all'interno delle quali un ricettacolo fa da base ai fiori tutti ligulati. L'involucro ha delle forme da emisferiche a semi-ellissoidi. Le brattee dell'involucro sono larghe 1 - 1,5 mm e sono colorate di verde-nerastro (le esterne sono più brevi di quelle interne). Il ricettacolo è nudo, ossia senza pagliette a protezione della base dei fiori, e alveolato (il margine degli alveoli è brevemente ghiandoloso-dentato). Gl'involucri sono seminascosti da una densa villosità sericea allungata di peli ghiandolari, sono inoltre privi di peli semplici. Dimensione dell'involucro: 10 – 11 mm.
Fiori. I fiori (da 6 a 150) sono tutti del tipo ligulato, tetra-ciclici (ossia sono presenti 4 verticilli: calice – corolla – androceo – gineceo) e pentameri (ogni verticillo ha 5 elementi). I fiori sono inoltre ermafroditi e zigomorfi. In alcuni casi i fiori femminili sono "stilosi".
- Formula fiorale:

*/x K {\displaystyle \infty }, [C (5), A (5)], G 2 (infero), achenio
- Calice: i sepali del calice sono ridotti ad una coroncina di squame.
- Corolla: le corolle sono formate da un tubo e da una ligula terminante con 5 denti; il colore è giallo (fino a giallo saturo). Le ligule sono lunghe oltre l'involucro e sono glabre.
- Androceo: gli stami sono 5 con filamenti liberi, mentre le antere sono saldate in un manicotto (o tubo) circondante lo stilo.[16] Le antere alla base sono acute. Il polline è tricolporato.[17]
- Gineceo: lo stilo è giallo (o più o meno scuro), è filiforme e peloso sul lato inferiore; gli stigmi dello stilo sono due divergenti. L'ovario è infero uniloculare formato da 2 carpelli. La superficie stigmatica è posizionata internamente (vicino alla base).[18]

Frutti. I frutti sono degli acheni con pappo. Gli acheni sono scuri a forma colonnare-obconica (o più o meno cilindrica) e sono ristretti alla base (e ingrossati all'apice), mentre la superficie (liscia o appena rugosa) è provvista di 8 - 10 coste che nella parte apicale confluiscono in un orlo anulare. Il pappo è formato 20 a 80 setole biancastre (o giallastre) semplici disposte su due serie (quelle interne sono più lunghe e più rigide, quelle esterne sono fragili). Dimensione degli acheni: 3 - 4,5 mm.

## Biologia
Antesi: in genere la fioritura è anticipata (il picco antesico è primaverile-estivo).

Impollinazione: l'impollinazione avviene tramite insetti (impollinazione entomogama tramite farfalle diurne e notturne).

Riproduzione: la fecondazione avviene fondamentalmente tramite l'impollinazione dei fiori (vedi sopra).

Dispersione: i semi (gli acheni) cadendo a terra sono successivamente dispersi soprattutto da insetti tipo formiche (disseminazione mirmecoria). In questo tipo di piante avviene anche un altro tipo di dispersione: zoocoria. Infatti gli uncini delle brattee dell'involucro (se presenti) si agganciano ai peli degli animali di passaggio disperdendo così anche su lunghe distanze i semi della pianta.

## Distribuzione e habitat
L'habitat tipico sono le rupi, le pietraie e i pascoli sassosi su calcare. Le specie di questa sezione si possono trovare negli Appennini centrali (Abruzzo). Sono specie per lo più endemiche.

## Tassonomia
La famiglia di appartenenza di questa voce (Asteraceae o Compositae, nomen conservandum) probabilmente originaria del Sud America, è la più numerosa del mondo vegetale, comprende oltre 23.000 specie distribuite su 1.535 generi, oppure 22.750 specie e 1.530 generi secondo altre fonti (una delle checklist più aggiornata elenca fino a 1.679 generi). La famiglia attualmente (2021) è divisa in 16 sottofamiglie.

### Filogenesi
Il genere di questa voce appartiene alla sottotribù Hieraciinae della tribù Cichorieae (unica tribù della sottofamiglia Cichorioideae). In base ai dati filogenetici la sottofamiglia Cichorioideae è il terz'ultimo gruppo che si è separato dal nucleo delle Asteraceae (gli ultimi due sono Corymbioideae e Asteroideae). La sottotribù Hieraciinae fa parte del "quinto" clade della tribù; in questo clade è posizionata alla base ed è "sorella" al resto del gruppo comprendente, tra le altre, le sottotribù Microseridinae e Cichoriinae. Il genere  Hieracium (insieme al genere Pilosella) costituisce il nucleo principale della sottotribù Hieraciinae e formano (insieme ad altri generi minori) un "gruppo fratello" posizionato nel "core" delle Hieraciinae.
Il genere Hieracium è un genere estremamente polimorfo con maggioranza di specie apomittiche. Di questo genere sono descritte circa 1000 specie sessuali e oltre 3000 specie apomittiche, delle quali circa 250 e più sono presenti nella flora spontanea italiana.
I caratteri distintivi per il genere Hieracium sono:
- le piante non sono tutte vischiose;
- i fusti e le foglie hanno peli semplici o ghiandolari;
- i capolini sono numerosi;
- il colore dei fiori in genere è giallo carico;
- i rami dello stilo sono lunghi;
- le coste dell'achenio confluiscono in un anello;
- il pappo è formato da due serie di setole.

Le specie di questo genere, provviste di molte sottospecie, formano degli aggregati o sezioni con diverse specie incluse, altre sono considerati "intermediare" (o impropriamente ibridi in quanto queste specie essendo apomittiche non si incrociano e quindi non danno prole feconda) con altre specie. A causa di ciò si pongono dei problemi di sistematica quasi insolubili e per avere uno sguardo d'insieme su questa grande variabilità può essere necessario assumere un diverso concetto di specie. Qui in particolare viene seguita la suddivisione in sezioni del materiale botanico così come sono elencate nell'ultima versione della "Flora d'Italia".
La sezione XXIX  Acanthodontoidea, insieme alla sezione Grovesiana, le cui specie mostrano delle relazioni con le specie della sezione Italica, si è evoluta in un secondo tempo sul territorio italiano. I caratteri distintivi per le specie di questa sezione sono:
- le specie di questo gruppo sono piante di tipo fillopode (raramente sono hypofillopode);
- le foglie cauline (generalmente una singola) sono macchiate ed hanno un picciolo alato;
- i piccioli e gl'involucri sono seminascosti da una densa villosità sericea allungata di peli ghiandolari;
- le brattee dell'involucro sono larghe 1 - 1,5 mm e sono colorate di verde-nerastro (le esterne sono più brevi di quelle interne);
- l'involucro è privo di peli semplici;
- gli acheni hanno delle dimensioni tra 3 e 4,5 mm;
- la fioritura è anticipata (il picco antesico è primaverile-estivo).

### Specie della flora italiana
Nella flora spontanea italiana, per la sezione di questa voce, sono presenti le seguenti specie (principali e secondarie o derivate):
Specie principale. Hieracium acanthodontoides  Arv.-Touv. & Belli, 1904 - Sparviere dentato spinescente: l'altezza massima della pianta è di 15 – 25 cm (massimo 35 cm); il ciclo biologico è perenne; la forma biologica è emicriptofita scaposa (H scap); il tipo corologico è Endemico - Appenninico - Abruzzese; l'habitat tipico sono le rupi e le pietraie (su calcare); in Italia è una specie rara e si trova solamente negli Abruzzi fino ad una quota compresa tra 800 e 2.000 m s.l.m.. In altre checklist questa specie è considerata sinonimo di Hieracium glaucomorphum Zahn.
Specie secondarie collegate a Hieracium acanthodontoides:
| Specie                                | Caratteri                                                                 | Habitat                 | Distribuzione italiana | Sottospecie |
| ------------------------------------- | ------------------------------------------------------------------------- | ----------------------- | ---------------------- | ----------- |
| Hieracium marsorum Gottschl.[25]      | È più simile alla specie H. acanthodontoides che alla specie H. schmidtii | Rupi calcaree           | Abruzzo - Molto rara   |             |
| Hieracium latilepidotum Gottschl.[26] | È più simile alla specie H. schmidtii che alla specie H. acanthodontoides | Pendii sassosi calcarei | Abruzzo - Molto rara   |             |